# Martin Kalb
Martin Kalb (* 26. November 1906 in Biziker; † 18. November 1979 in Berlin) war ein deutscher Kommunist und Widerstandskämpfer gegen den Nationalsozialismus.

## Leben
Martin Kalb wurde 1929 Mitglied der KPD. Von Mai 1937 bis Februar 1939 kämpfte er in den Reihen der  XI. Internationalen Brigade für die Spanische Republik.
Nach der Flucht nach Frankreich im Februar 1939 wurde er in den Lagern Argelès-sur-Mer und Gurs interniert. Später schloss er sich der Résistance an und kämpfte in der Maquis-Freischar Freies Deutschland.
Ab Januar 1944 kämpfte er unter dem Kriegsnamen Martin Blank als Leutnant und Kompanieführer in der Maquis-Gruppe Bir Hakeim. Er gehörte von Herbst 1944 bis Frühjahr 1945 zu den 35 deutschen Kämpfern der Résistance (CALPO), die vom Office of Strategic Services (OSS) und der US-Armee für den Fallschirmeinsatz hinter der deutschen Front ausgebildet wurden.
Kalb kehrte im Juni 1945 nach Deutschland zurück. Er arbeitete später im Apparat des ZK der SED in Berlin. Am 18. November 1979 starb er ebendort.